# Mój pierwszy książę
Mój pierwszy książę (tytuł oryginału: My First Mister) – amerykańsko-niemiecki film fabularny z 2001 roku. Debiut filmowy oscarowej aktorki Christine Lahti.
Film traktuje o losach Jennifer Wilson (Leelee Sobieski), zbuntowanej, ekstrawaganckiej siedemnastolatki z prowincji Ameryki. Dziewczyna eksperymentuje ze stylem bycia, zrażając do siebie wszystkich nowo poznanych ludzi. Nietypowy, nostalgiczny kontakt utrzymuje jedynie ze zmarłą babcią, którą sporadycznie odwiedza na cmentarzu... Jennifer podejmuje się pracy w sklepie z ekskluzywną męską odzieżą. Niespodziewanie pewna siebie outsiderka zakochuje się w znacznie od siebie starszym szefie, zagubionym Randallu (Albert Brooks), który staje się jej przyjacielem.

## Obsada
- Leelee Sobieski – Jennifer Wilson
- Albert Brooks – Randall Harris
- Carol Kane – pani Benson
- Desmond Harrington – Randy Harris Jr.
- Michael McKean – Bob Benson
- John Goodman – Benjamin Wilson
- Pauley Perrette – Bebe
- Katee Sackhoff – Ashley
- Mary Kay Place – Patty